# Вулиця Остапа Вишні (Чернігів)
Ву́лиця Оста́па Ви́шні — вулиця в Чернігові в районі Любецької вулиці.
Розташована в Новозаводському районі, на заході Чернігова — починається із тупику в приватному секторі (найближча вулиця — вулиця Декабристів) і тягнеться на схід до вул. Івана Богуна.

## Історія
вулиця 4-й Чорторийський Яр була прокладена в кінці 1950-х років.
У 1960 році вулиця отримала сучасну назву — на честь українського радянського письменника Остапа Вишні.

## Забудова
Парна і непарна сторони вулиці зайняті приватними будинками: будинки з № 6 по № 19А, де нумерація починається із північної сторони і закінчується на південній стороні вулиці. 
Біля вулиці Івана Богуна — кілька дев’яти поверхових житлових будинків. Будинки зводилися у 80-ті роки. Номери будинків належать до вулиці Івана Богуна, хоча знаходяться вони переважно на вулиці Остапа Вишні.
Установи: немає.